# Fritz Schieler

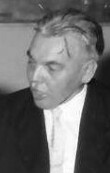
Fritz Schieler (1956)

Friedrich Hermann „Fritz“ Schieler (* 7. Mai 1899 in Teningen; † 1. Juni 1970 in Freiburg im Breisgau) war ein deutscher Politiker (SPD).

## Leben und Beruf
Schieler arbeitete zunächst als Schlosser, trat später in den kommunalen Verwaltungsdienst ein und war bei der Freiburger Stadtverwaltung tätig. Nach der Machtübernahme der Nationalsozialisten wurde er 1933 aus dem öffentlichen Dienst entlassen. Von 1936 bis 1939 war er wegen „Vorbereitung zum Hochverrat“ in einem Zuchthaus inhaftiert. Anschließend wurde er mit der Begründung, er sei „wehrunwürdig“, in den Rhodia-Werken Freiburg dienstverpflichtet.
Fritz Schielers Sohn Rudolf Schieler (1928–2012) war ebenfalls Politiker.

## Politik
Bereits während der Zeit der Weimarer Republik trat Schieler in die SPD ein und war von 1924 bis 1933 Gemeinderat in Teningen. Er beteiligte sich nach 1945 an der Neugründung der Sozialdemokratischen Partei in Baden und rückte im August 1948 für den verstorbenen Abgeordneten Franz Geiler in den Badischen Landtag nach, dem er bis 1952 angehörte. Von 1952 bis 1964 war er Mitglied des baden-württembergischen Landtages, von 1960 bis 1964 gleichzeitig mit seinem Sohn Rudolf. Von 1948 bis zu seiner Pensionierung 1964 war er Erster Bürgermeister und Stellvertreter des Oberbürgermeisters der Stadt Freiburg, ebenfalls als Nachfolger von Franz Geiler. In diesem Amt folgte ihm 1964 Gerhard Graf nach.

## Ehrungen

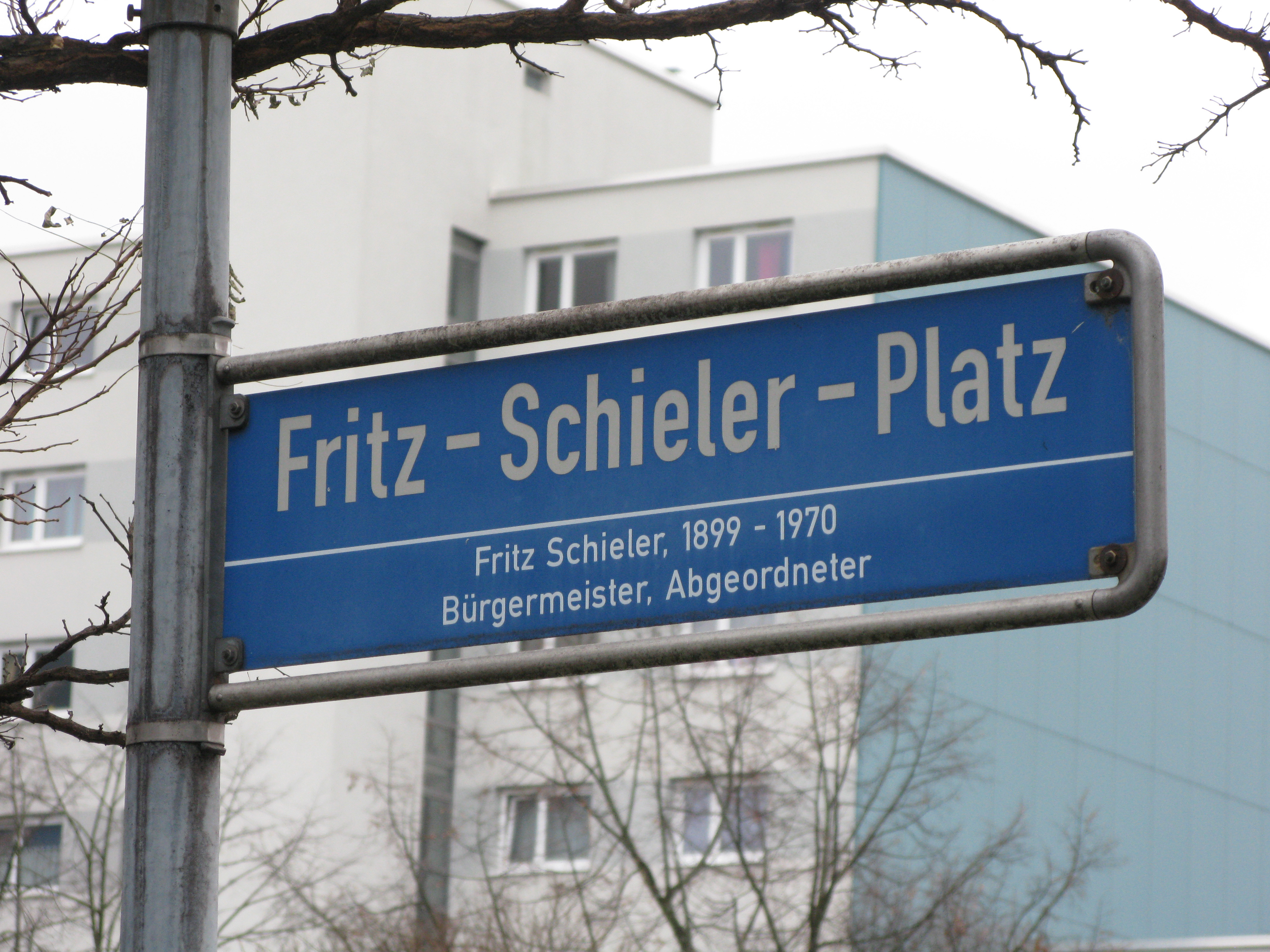
Fritz-Schieler-Platz in Freiburg

Im Freiburger Ortsteil Weingarten wurde der Fritz-Schieler-Platz ▼ nach ihm benannt.
Im Industriegebiet Teningen wurde 2013 eine Straße nach Schieler benannt.